# Воскресенское кладбище (Саратов)
Воскресенское кладбище — некрополь в Саратове, расположен по адресу Пичугинский переулок, 25.

## История
Создано в 1836 году, когда городские власти дали разрешение на организацию нового кладбища за городской чертой на северо-западной окраине города. Землю под кладбище пожертвовал саратовский мещанин Алексей Пичугин, поэтому оно получило название «Пичугино» («Пичугинское»). При кладбище находились две богадельни — мужская «Краснощёковская» и женская «Курбатовская», постояльцы которых ухаживали за могилами.
В 1844 году на кладбище на средства Пичугина возвели храм Воскресения Христова, и кладбище стало называться Воскресенским. В 1930 году здание церкви было разрушено.
На кладбище захоронено около 10 000 солдат, умерших от ран в саратовских госпиталях в годы Великой Отечественной войны. В 2015 году в их память на кладбище открыт памятник воину-освободителю.
С 1979 года кладбище закрыто для захоронений.

## Известные захоронения
См. категорию Похороненные на Воскресенском кладбище
- Пётр Петрович Беляев (1805—1864) — декабрист.
- Николай Гаврилович Чернышевский (1828—1889) — русский революционер-демократ (объект культурного наследия[3]).
- Академик АН СССР Николай Иванович Вавилов (1887—1943), точное место могилы не известно.
- Можаровский Борис Александрович (1882—1948), профессор, доктор геолого-минералогических наук, на основе его работ были открыты месторождения нефти и газа в Саратовской области.
- Иван Артемьевич Слонов (1882—1945) — российский и советский актёр, режиссёр, педагог и общественный деятель.
- Ольга Павловна Калинина (1907—1959) — советская оперная певица.
- Никитин, Аким Александрович (1843—1917) — основатель первого стационарного русского цирка.
- Могила членов экипажа самолёта АН-24Б, выполнявшего рейс Уфа-Саратов и разбившегося под Саратовом 1 декабря 1971 года (командир Костюченков Пётр Фёдорович, второй пилот Милаев Александр Владимирович, бортмеханик Дубцов Владимир Петрович, бортпроводник Рябуха Наталья Сергеевна).
- Зинаида Николаевна Некрасова (1846—1915) — жена поэта и общественного деятеля Николая Некрасова[4]
- Герои Советского Союза, ветераны Гражданской и Великой Отечественной войн: Головачев С. Д. (1910—1974); Пырков Ю. И. (1923—1972); Емлютин Д. В. (1907—1966); Стенин В. Ф. (1899—1952); Чепинога П. И. (1912—1963); Бочкарев М. С. (1904—1974); Кузовлев М. Е. (1923—1967); Яковлев В. Ф. (1901—1970); Сапожников М. Г. (1905—1964); Шильнов И. Г. (1906—1966); Наумов И. Е. (1902—1974); Благодаров К. В. (1919—1951); Зарубин В. С. (1922—1947).
- Дмитрий Павлович Рассейкин (1909—1973) - доктор юридических наук, профессор, заведующий кафедрой криминалистики (1957-1973) Саратовского юридического института им. Д.И. Курского.

## Галерея

Памятник на Братской могиле советских воинов, умерших от ран в саратовских госпиталях в 1941-1945
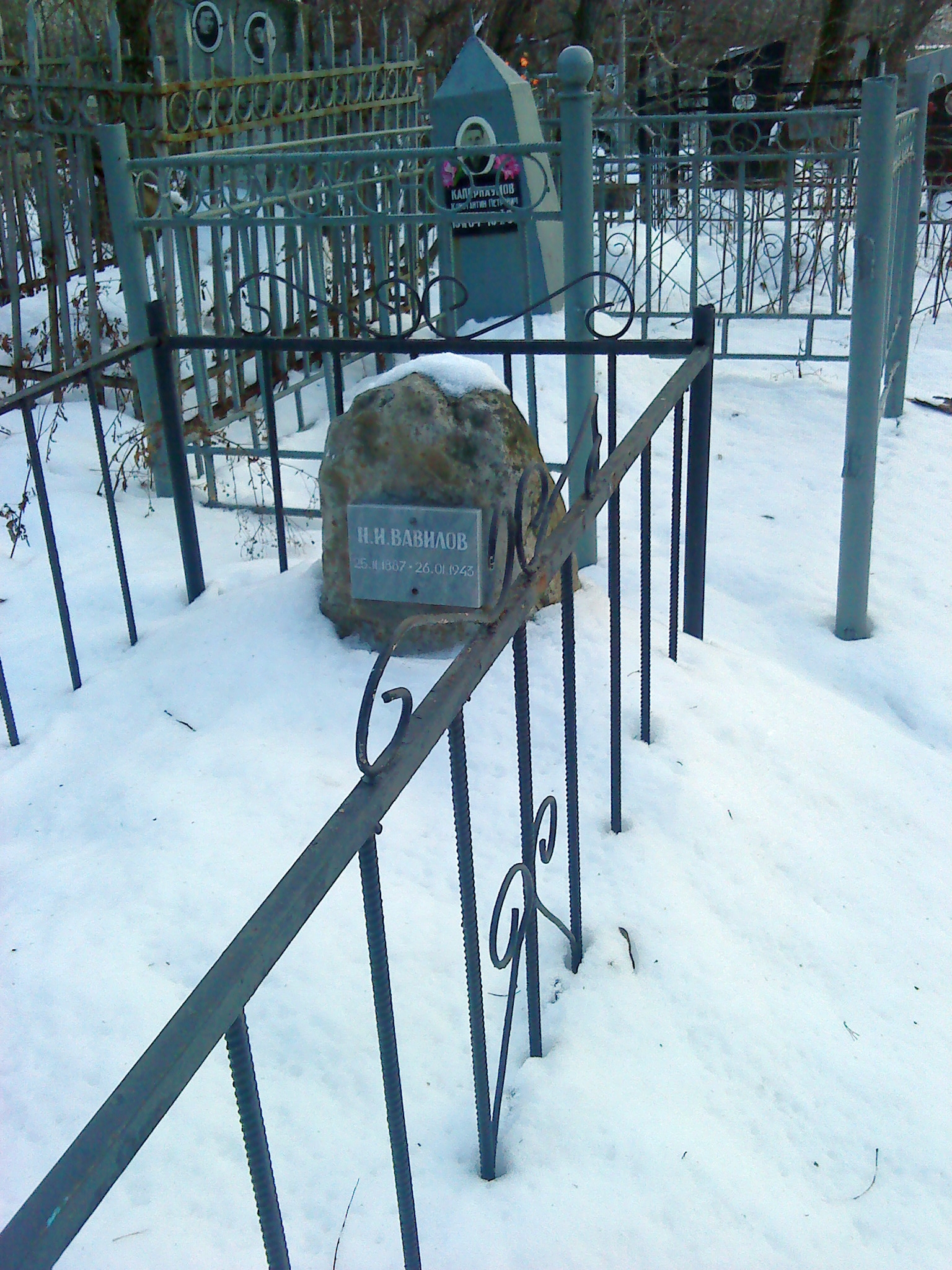
Участок, оформленный как могила Н.И. Вавилова
Памятник на могиле Можаровского Б.А.
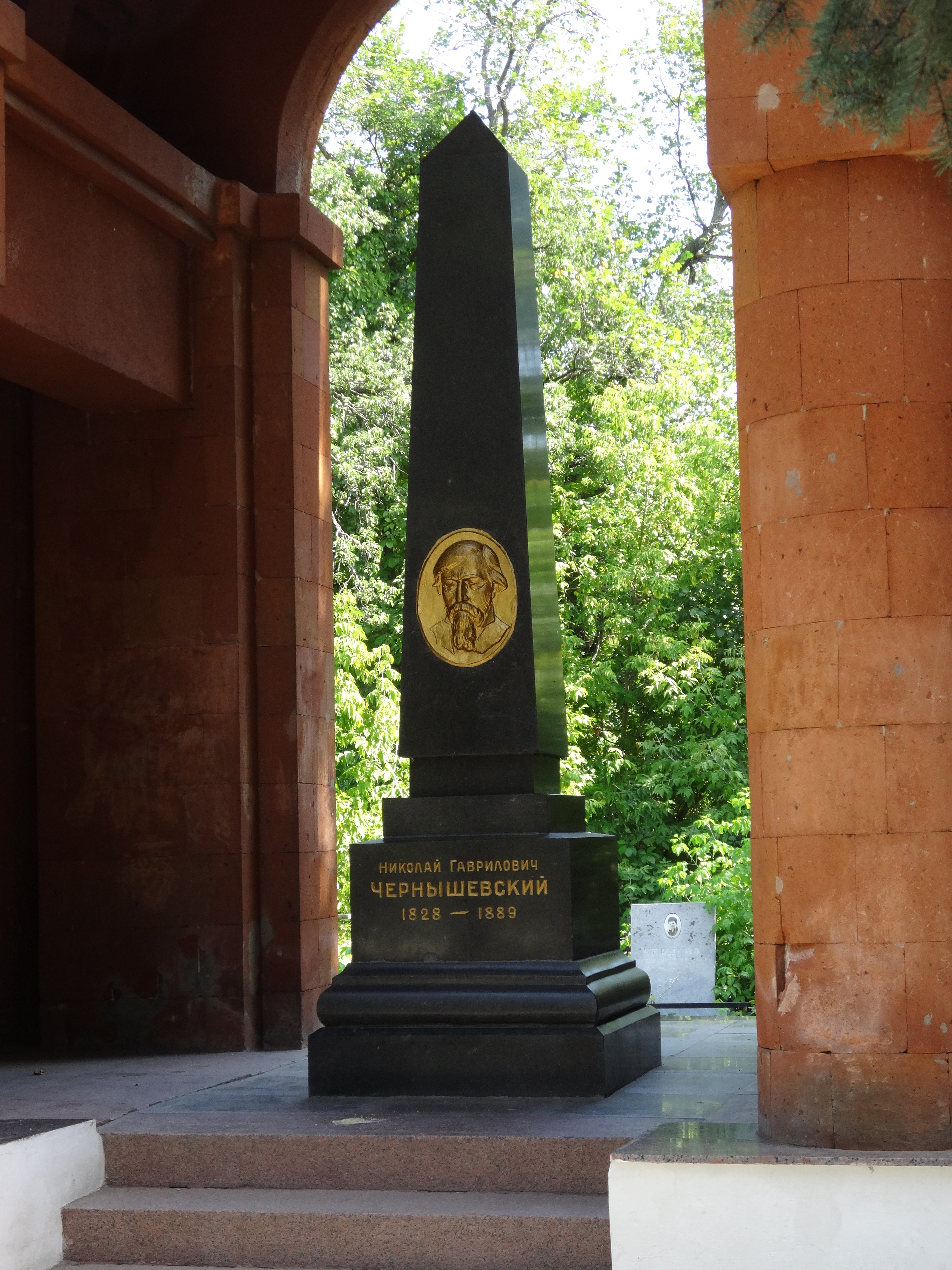
Могила Чернышевского
Могила К.В. Благодарова, Героя Советского Союза
Могила М.С. Бочкарева, Героя Советского Союза